# Europamästerskapen i hastighetsåkning på skridskor
Europamästerskapen i hastighetsåkning på skridskor är en serie av mästerskap i hastighetsåkning på skridskor i Europa. ISU har arrangerat europamästerskap sedan 1893 (inofficiella mästerskap hölls 1891–1892) då bara för herrar. Sedan 1970 har mästerskap för damer arrangerats. Sedan 1990 hålls damernas och herrarnas mästerskap samtidigt och i samma arena.
EM växlas sedan 2017 vartannat år från att vara en sammanlagd tävling till att vara ett distansmästerskap. Sedan 2017 genomförs även tävlingen för spintåkare och inte bara för allroundåkare.

## Medaljörer

### Allround och sprint (1891–2023)
| Nr                   | Nation               | Guld | Silver | Brons | Totalt |
| -------------------- | -------------------- | ---- | ------ | ----- | ------ |
| 1                    | Nederländerna        | 56   | 51     | 47    | 154    |
| 2                    | Norge                | 38   | 40     | 38    | 116    |
| 3                    | Tyskland             | 16   | 13     | 6     | 35     |
| 4                    | Sovjetunionen        | 14   | 11     | 16    | 41     |
| 5                    | Sverige              | 10   | 3      | 8     | 21     |
| 6                    | Östtyskland          | 8    | 6      | 5     | 19     |
| 7                    | Finland              | 7    | 9      | 6     | 22     |
| 8                    | Tjeckien             | 6    | 3      | 4     | 13     |
| 9                    | Österrike            | 5    | 6      | 5     | 16     |
| 10                   | Ryssland             | 5    | 4      | 10    | 19     |
| 11                   | Italien              | 1    | 4      | 3     | 8      |
| 12                   | Lettland             | 1    | 0      | 0     | 1      |
| 13                   | Belgien              | 0    | 2      | 2     | 4      |
| 14                   | Frankrike            | 0    | 1      | 1     | 2      |
| 15                   | Estland              | 0    | 0      | 1     | 1      |
| 15                   | Ungern               | 0    | 0      | 1     | 1      |
| Totalt (16 nationer) | Totalt (16 nationer) | 167  | 153    | 153   | 473    |

### Distans (2018–2024)
| Nr                   | Nation               | Guld | Silver | Brons | Totalt |
| -------------------- | -------------------- | ---- | ------ | ----- | ------ |
| 1                    | Nederländerna        | 35   | 23     | 14    | 72     |
| 2                    | Ryssland             | 10   | 13     | 14    | 37     |
| 3                    | Polen                | 3    | 1      | 5     | 9      |
| 4                    | Belgien              | 3    | 0      | 0     | 3      |
| 5                    | Norge                | 2    | 5      | 9     | 16     |
| 6                    | Italien              | 2    | 5      | 5     | 12     |
| 7                    | Österrike            | 1    | 3      | 3     | 7      |
| 8                    | Finland              | 0    | 2      | 0     | 2      |
| 9                    | Schweiz              | 0    | 1      | 2     | 3      |
| 9                    | Tyskland             | 0    | 1      | 2     | 3      |
| 11                   | Belarus              | 0    | 1      | 1     | 2      |
| 12                   | Estland              | 0    | 1      | 0     | 1      |
| 13                   | Tjeckien             | 0    | 0      | 1     | 1      |
| Totalt (13 nationer) | Totalt (13 nationer) | 56   | 56     | 56    | 168    |

### Sammanlagd medaljtabell (1891–2024)
| Nr                   | Nation               | Guld | Silver | Brons | Totalt |
| -------------------- | -------------------- | ---- | ------ | ----- | ------ |
| 1                    | Nederländerna        | 91   | 74     | 61    | 226    |
| 2                    | Norge                | 40   | 45     | 47    | 132    |
| 3                    | Tyskland             | 16   | 14     | 8     | 38     |
| 4                    | Ryssland             | 15   | 17     | 24    | 56     |
| 5                    | Sovjetunionen        | 14   | 11     | 16    | 41     |
| 6                    | Sverige              | 10   | 3      | 8     | 21     |
| 7                    | Östtyskland          | 8    | 6      | 5     | 19     |
| 8                    | Finland              | 7    | 11     | 6     | 24     |
| 9                    | Österrike            | 6    | 9      | 8     | 23     |
| 10                   | Tjeckien             | 6    | 3      | 5     | 14     |
| 11                   | Italien              | 3    | 9      | 8     | 20     |
| 12                   | Belgien              | 3    | 2      | 2     | 7      |
| 13                   | Polen                | 3    | 1      | 5     | 9      |
| 14                   | Lettland             | 1    | 0      | 0     | 1      |
| 15                   | Schweiz              | 0    | 1      | 2     | 3      |
| 16                   | Belarus              | 0    | 1      | 1     | 2      |
| 16                   | Estland              | 0    | 1      | 1     | 2      |
| 16                   | Frankrike            | 0    | 1      | 1     | 2      |
| 19                   | Ungern               | 0    | 0      | 1     | 1      |
| Totalt (19 nationer) | Totalt (19 nationer) | 223  | 209    | 209   | 641    |